# Mick Kenney
Mick Kenney (* 18. Januar 1980 in Birmingham) ist ein britischer Musiker. Der Multiinstrumentalist wurde als Gitarrist der Extreme-Metal-Band Anaal Nathrakh bekannt. Dort trägt er den Künstlernamen Irrumator. Als Kordhell ist er außerdem als Künstler der elektronischen Tanzmusik bekannt.

## Leben
Mick Kenney studierte Illustration an der University of Birmingham.
Mick Kenney ist Gründungsmitglied der Band Anaal Nathrakh, mit der er seit 1998 insgesamt elf Alben einspielte. Er begann dort als Gitarrist, spielt aber mittlerweile alle Instrumente. Nur den Gesang übernimmt Dave Hunt. Seit 2020 betreibt er unter dem Künstlernamen Officer R. Kordhell die Black-Metal-Band Make Them Die Slowly, die nach dem US-Filmnamen des Kannibalenfilms Die Rache der Kannibalen benannt ist. Neben diesen beiden Hauptbands spielt er auch in zahlreichen anderen Bands verschiedener Genres und produzierte auch für verschiedene Künstler.
Der gebürtige Brite lebt seit mehreren Jahren in Orange County, wo er neben seinen Bands auch ein Kleiderlabel namens Misanthropy Clothing sowie ein Musikstudio betreibt.
Seit 2021 veröffentlicht er House Phonk und Drift Phonk unter dem Namen Kordhell. Mit seinen Songs Live Another Day und Murder in My Mind erreichte die Charts in mehreren Ländern.
2023 veröffentlichte er sein erstes Album als Kordhell, Sped Up, Vol 1 enthält Sped-Up Versionen seiner populärsten Songs wie Murder In My Mind, Killers From The Northside oder Land Of Fire. Sein zweites Album A Million Ways To Murder folgte am 27. Oktober 2023 und enthält einige seiner Songs verbunden mit dem Leitthema des Albums sowie fünf neue Tracks.
Seine Musik als Kordhell genießt große Aufmerksamkeit über allen Plattformen, auf YouTube erzielte sein Kanal Stand Januar 2024 1,03M Abonnenten, seine monatlichen Hörerzahlen auf Spotify erreichten im Januar 2024 die 11 Millionen Marke. Er veröffentlicht auf YouTube Plattformexklusive Warehouse-Sets sowie Singles, die nur dort und auf SoundCloud zu finden sind. Als erster großer Künstler im Phonk-Genre ging er von September bis Oktober 2023 auf Tour, seine "Murder In My Mind Tour 2023" beschränkte sich allerdings auf Auftritte in den USA.

## Diskografie

### Als Kordhell

#### Alben
- 2021: Beat Tape 1
- 2021: Beat Tape 2
- 2022: PSYCHX
- 2023: Sped Up, Vol. 1
- 2023: A Million Ways To Murder
- 2023: A Million Ways To Murder (Deluxe)
- 2024: Beat Tape 3 (Remixes)

#### EPs
- 2021: Phonkageddon
- 2024: Beat Tape 3

#### Singles
- 2021: 9mm
- 2021: Killers from the Northside
- 2021: Glock to Your Head (mit DeadJxhn)
- 2021: Memphis Doom
- 2021: SSN-571 (mit XO1)
- 2021: Live Another Day – Slowed + Reverb
- 2022: Murder in My Mind (inkl. Version Slowed + Reverb)
- 2022: To Hell and Back (mit Razihel & fkbambam)
- 2022: Scopin
- 2022: Zep Tepi (inkl. Version Slowed + Reverb)
- 2022: Murder In My Mind - Sped Up
- 2022: Unholy (mit Dxrk)
- 2022: Dead on Arrival (mit Kute)
- 2022: Go Hard or Get Gone (mit DJ Paul)
- 2022: Fatality
- 2022: Fatality – Slowed + Reverb
- 2022: wtf?! (mit Sadfriendd)
- 2022: Killers from the Northside – Sped Up
- 2022: I Am The King – Remix (mit L19U1D)
- 2022: One Shot, One Kill (mit Sinizter)
- 2022: Тaйmayt – Remix (mit Nikitata)
- 2022: Land Of Fire
- 2022: Misa Misa! (mit Corpse & Scarlxrd)
- 2022: Miss Me? (mit Scarlxrd)
- 2022: Like Yxu Wxuld Knxw (Autumn Trees) (mit Corpse & Scarlxrd)
- 2022: Like Yxu Wxuld Knxw (Autumn Trees) [Slowed + Reverb] (mit Corpse & Scarlxrd)
- 2022: 9 In My Hand – Fast & Furious: Drift Tape/Phonk Vol 1
- 2022: Murder Plot (inkl. Slowed + Reverb and Sped Up Versionen)
- 2022: Hellraiser – Fast & Furious: Drift Tape/Phonk Vol 1
- 2023: Тaйmayt – Sped Up Remix (mit Nikitata)
- 2023: Land of Fire – Sped Up
- 2023: Dat Phonk
- 2023: Bad Man – Kordhell Remix (mit Disturbed)
- 2023: Vuk Vuk (mit Dragon Boys; inkl. Version Slowed + Reverb)
- 2023: 9 In My Hand – FAST X Remix/FAST X Soundtrack
- 2023: Brazilian Dança Phonk – Remix - Slowed (mit 6YNTHMANE & RXDXVIL)
- 2023: Brazilian Dança Phonk – Remix (mit 6YNTHMANE & RXDXVIL)
- 2023: Montagem - PR Funk – Remix - Slowed (mit S3BZS)
- 2023: Montagem - PR Funk – Remix (mit S3BZS)
- 2023: Shoot to Kill
- 2023: Lovely Bastards – Remix (mit ZWE1HVNDXR & yatashigang)
- 2023: Shoot to Kill – Remix (mit TWISTED)
- 2023: Homicide
- 2023: Haka!
- 2023: Deathkrush (x Sadfriendd)
- 2023: One Time – Kordhell Remix (mit ALRT)
- 2023: Deadly Verses (mit SHADXWBXRN)
- 2023: Lost (mit Mupp und Lea Julia)
- 2023: Balle Balle (mit RVDENT)
- 2023: Broken Games – Remix (mit FZMZ)
- 2024: Heaven (mit Yatashigang)
- 2024: Santinha (mit Bibi Babydoll)
- 2024: Fuku (mit ZWE1HVNDXR; inkl. Sped Up & Slowed Versionen)
- 2024: Glitch Krush (inkl. Sped Up & Slowed + Reverb Versionen)
- 2024: Revolution
- 2024: Fice de 4 (mit DJ FKU)
- 2024: Xerequinha Vai (inkl. Sped Up & Slowed + Reverb Versionen)
- 2024: Junbi (mit Anar; inkl. Sped Up & Slowed Versionen)
- 2024: Funk of Galáctico – Kordhell Remix (mit SXID & Bibi Babydoll)
- 2024: K-Slide (mit 2KE & 808iuli)
- 2024: Vyse (mit Valorant)

### Mit Born to Murder the World
- 2018: The Infinite Mirror of Millennial Narcissism (Extrinsic Recordings)

### Mit Frost
- 2002: Cursed Again (Album, Rage of Achilles)
- 2004: Talking to God (Album, Rage of Achilles)

### Mit Fukpig
- 2002: Nuclear Apocalypse (Demo)
- 2009: Spewings from a Selfish Nation (Album, Feto Records)
- 2010: Belief Is the Death of Intelligence (Album, Feto Records)
- 2011: Selfless / Fukpig (Split-7'', Meltdown Records)
- 2012: Bombs of War (Demo)
- 2014: Bombs of War (Kompilation, Devizes Records)

### Mit Make Them Die Slowly

#### Alben
- 2020: Ferox (Feto Records)
- 2020: The Bodycount Continues (Feto Records)

#### Singles
- 2020: The Terror Begins
- 2020: Slaughter High
- 2020: Silent Night Murder Night
- 2021: My Bloody Valentine

### Mit Mistress
- 2002: Mistress (Album, Rage of Achilles)
- 2004: II: The Chronovisor (Album, Rage of Achilles)
- 2005: In Disgust We Trust (Album, Earache Records)
- 2007: The Glory Bitches of Doghead  (Album, Feto Records)

### Mit Rot
- 1995: A Cry from the Walls of Blood (Demo)
- 1995: Rancid Infantile Torture (Demo)
- 1996: Carnage (Demo)
- 1996: Live at Robanna's (Livealbum, Eigenproduktion)

### Weitere Projekte
- 1997: Dethroned: Dethroned (Demo)
- 2002: Disgust: The Horror of It All (Album, Crimes Against Humanity Records, Schlagzeug)
- 2002: Among the Missing: Same (Eigenproduktion, Toningenieur)
- 2003: The Murder of Rosa Luxemburg: Same (EP, Speedowax Records, Mix)
- 2003: Deadsunrising: Demo Tracks April 03 (Demo, Toningenieur)
- 2003: Blacklodge: Login:SataN (Blazing Productions, Mastering)
- 2006: Exploder: Exploder (Album, Feto Records)
- 2007: Professor Fate: The Inferno (Album, Feto Records)
- 2007: Godsize: Hymns for the Fallen (Album, Meltdown Records, Produzent)
- 2007: Theoktony: I (Album, Feto Records, Layout/Toningenieur/Mastering)
- 2008: Benediction: Killing Music (Album, Nuclear Blast, Produzent)
- 2008: Burning the Prospect: No Great Design (Feto Records, Mix)
- 2009: Repvblika: Amerika Vendetta (Album, Ablaze Productions, Mix/Mastering)
- 2010: Chronocide: The Solitude of Man (Album, Feto Records, Mastering)
- 2010: Towers of Flesh: The Perpetual Paradox (Album, Dissected Records, Mix)
- 2011: Monkeys Are Machine Guns: Bill Cosby’s Jello (Album, Feto Records, Gitarre/Produktion)
- 2009: Ingested: The Surreption (Album, Siege of Amida Records, Mix/Mastering)
- 2012: Sorrows: Sorrows (Album, Century Media, Produzent)
- 2012: I Am War: Outlive You All (Album, Razor & Tie, Schlagzeug/Produktion)
- 2013: The Witch Was Right: The Red Horse (Album, Black Flamingo, Produzent/Songwriting)
- 2013: Motionless in White: Infamous (Album, Fearless Records, Songwriting/Produzent)
- 2013: Imperative Reaction: Song of the Martyr (Mick Kenney Remix) auf Siphon EP
- 2015: The Iron Son: Enemy (Album, Pure Evil Records, Produzent)
- 2015: The Witch Was Right: The Stone (Album, Black Flamingo, Produzent/Songwriting)
- 2016: Dawn of Ashes: Theophany (Album, Metropolis, Produzent/Songwriting)
- 2016: Carnifex: Slow Death (Album, Nuclear Blast, Songwriting/Programming)
- 2017: Sicarius: Serenade of Slitting Throats (Album, M-Theory Audio, Electronics/Produzent)
- 2017: Motionless in White: Graveyard Shift (Album, Roadrunner Records, Songwriting/Programming)
- 2017: Empyrean Throne: Chaosborne (Album, M-Theory Audio, Produzent)
- 2018: Bleeding Through: Love Will Kill All (Album, Sharptone, Songwriting/Gitarre/Produktion)
- 2018: Sun Speaker: Ov Lustra (Album, Eigenproduktion, Mix/Mastering)
- 2018: Anisoptera: Spawn of Odonata (Album, Eigenproduktion, Mix/Mastering)
- 2019: Aesthetic Perfection: Into the Black (Album, Close to Human Music, Songwriting)
- 2019: Plaguebringer: Diabolos (Album, Eigenproduktion, Mix/Mastering)
- 2019: Repvblika: The Insurgent (Album, Metal Realm Productions, Produzent)
- 2019: Slytract: Slytract (Album, Metal.hu, Produzent)
- 2020: Reign of Erebus: De Morte Aeterna (Album, Infernum Records, Mix/Mastering)
- 2021: Carnifex: Graveside Confessions (Album, Nuclear Blast, Produzent/Programming)
- 2021: Hak-Ed Damm: Destructio Purificalis (Album, Black Market Metal Label, Mix/Mastering)

## Auszeichnungen für Musikverkäufe
| Goldene Schallplatte - Griechenland - 2022: für die Single Murder in My Mind - Italien - 2024: für die Single Murder in My Mind - Norwegen - 2023: für die Single Murder in My Mind - Spanien - 2024: für die Single Murder in My Mind | Platin-Schallplatte - Mexiko - 2024: für die Single Murder in My Mind - Vereinigte Staaten - 2024: für die Single Murder in My Mind 2× Platin-Schallplatte - Polen - 2024: für die Single Murder in My Mind |

Anmerkung: Auszeichnungen in Ländern aus den Charttabellen bzw. Chartboxen sind in ebendiesen zu finden.
| Land/RegionAuszeichnungen für Musikverkäufe (Land/Region, Auszeichnungen, Verkäufe, Quellen) | Silber  | Gold     | Platin     | Verkäufe  | Quellen             |
| -------------------------------------------------------------------------------------------- | ------- | -------- | ---------- | --------- | ------------------- |
| Griechenland (IFPI)                                                                          | —       | Gold1    | —          | 10.000    | Einzelnachweise     |
| Italien (FIMI)                                                                               | —       | Gold1    | —          | 50.000    | fimi.it             |
| Mexiko (AMPROFON)                                                                            | —       | —        | Platin1    | 140.000   | amprofon.com.mx     |
| Norwegen (IFPI)                                                                              | —       | Gold1    | —          | 30.000    | ifpi.no             |
| Polen (ZPAV)                                                                                 | —       | —        | 2× Platin2 | 100.000   | olis.pl             |
| Spanien (Promusicae)                                                                         | —       | Gold1    | —          | 30.000    | elportaldemusica.es |
| Vereinigte Staaten (RIAA)                                                                    | —       | —        | Platin1    | 1.000.000 | riaa.com            |
| Vereinigtes Königreich (BPI)                                                                 | Silber1 | —        | —          | 200.000   | bpi.co.uk           |
| Insgesamt                                                                                    | Silber1 | 4× Gold4 | 4× Platin4 |           |                     |